# Эллис, Николай Вениаминович
Николай Вениаминович Эллис (1829—1902) — генерал от инфантерии русской императорской армии, начальник 40-й и 41-й пехотных дивизий, участник русско-турецкой войны 1877—1878 годов.

## Биография
Происходил из английских дворян, принявших в XVIII веке русское подданство. Родился 6 июня 1829 года.
Образование получил в Школе гвардейских подпрапорщиков и кавалерийских юнкеров, откуда был выпущен 26 мая 1849 года прапорщиком в армейскую пехоту; 19 апреля 1853 года произведён в подпоручики, 22 августа 1854 года — в поручики, 23 апреля 1861 года — в штабс-капитаны и 19 мая 1863 года — в капитаны.
В 1863—1864 годах принимал участие в подавлении восстания в Польше, за отличие был награждён орденом Св. Владимира 4-й степени с мечами и бантом.
С0 августа 1865 года — полковник; 17 сентября 1870 года был назначен командиром 1-го лейб-гренадерского Екатеринославского полка; 30 августа 1875 года получил чин генерал-майора.
С 17 апреля 1876 года командовал лейб-гвардии Измайловским полком, во главе которого в 1877 году выступил на Балканы против турок. Из-за болезни ног 17 октября 1877 года Эллис оставил действующую армию и отправился на лечение в Бухарест. Вернувшись к полку в середине декабря он поднялся на Балканы и 29 декабря был назначен командиром 1-й бригады 3-й гвардейской пехотной дивизии с зачислением в списки Измайловского полка с 16 декабря 1878 года. Эта кампания доставила Эллису несколько боевых наград. За переход через Балканы он получил орден Св. Владимира 3-й степени с мечами, за штурм редута у Горного Дубняка ему была пожалована золотая сабля с надписью «За храбрость».
С 19 февраля 1883 года Эллис командовал 1-й гренадерской дивизией, 30 августа 1885 года был произведён в генерал-лейтенанты. С 4 февраля 1886 года числился в запасных войсках.
С 9 апреля 1889 года назначен начальником 40-й пехотной дивизией и 3 июня 1896 года переведён на такую же должность в 41-ю пехотную дивизию; 26 августа 1898 года был произведён в генералы от инфантерии и уволен в отставку с мундиром и пенсией.
Скончался 28 октября (10 ноября) 1902 года в Санкт-Петербурге, похоронен на кладбище Воскресенского Новодевичьего монастыря.
Его брат Александр был генералом от инфантерии и комендантом Санкт-Петербургской крепости а также членом Военного совета Российской империи. Сын Олег был в чине мичмана флаг-офицером при контр-адмирале Витгефте и погиб 28 июля 1904 года на броненосце «Цесаревич» при прорыве из Порт-Артура первой эскадры Тихоокеанского флота.

## Награды
- Орден Святого Станислава 3-й степени (1857 год)
- Орден Святой Анны 3-й степени (1862 год)
- Орден Святого Владимира 4-й степени с мечами и бантом (1863 год)
- Орден Святого Станислава 2-й степени (1864 год)
- Орден Святой Анны 2-й степени (1871 год)
- Золотая сабля с надписью «За храбрость» (11 апреля 1878 года)
- Орден Святого Владимира 3-й степени с мечами (1878 год)
- Орден Святого Станислава 1-й степени (1882 год)
- Орден Святой Анны 1-й степени (1890 год)
- Орден Святого Владимира 2-й степени (30 августа 1894 года)
- Австрийский орден Железной короны 2-й степени (1874 год)
- Шведского ордена Меча командорский знак 2-го класса (1875 год)